# Eric Williams (żużlowiec)
Eric Williams, właśc. William Eric Williams (ur. 17 listopada 1927 w Port Talbot, zm. 24 lipca 2009 w Mackay) – brytyjski żużlowiec pochodzenia walijskiego.

## Życiorys

### Kariera sportowa
Trzykrotnie uczestniczył w finałach indywidualnych mistrzostw świata na żużlu, w latach 1951 (XII miejsce), 1953 (XIII miejsce) oraz 1955 (IV miejsce). Dwukrotnie reprezentował Wielką Brytanię w turniejach eliminacyjnych drużynowych mistrzostw świata (w latach 1960 i 1961). W 1956 r. zdobył w Christchurch srebrny medal indywidualnych mistrzostw Nowej Zelandii.
W lidze brytyjskiej startował w barwach klubów Birmingham Brummies (1949) oraz Wembley Lions (1950–1956). Siedmiokrotny medalista drużynowych mistrzostw Wielkiej Brytanii: czterokrotnie złoty (1950, 1951, 1952, 1953), dwukrotnie srebrny (1954, 1956) oraz brązowy (1955).

### Życie prywatne
Brat Freddiego Williamsa i Iana Williamsa, również żużlowców.